# Јожеф Штефан
Јозеф Штефан или Јожеф Штефан (Клагенфурт, 24. март 1835 — Беч, 7. јануар 1893) био је најпознатији словеначки математичар и физичар.

## Биографија
Јозеф Штефан је рођен је 24. марта 1835. године у малом селу Свети Петар, поред Клагенфурта. Родитељи Јозефа Штефана, иако су живели близу Клагенфурта у Аустро-Угарској (сада Аустрија), били су словеначког порекла и говорили су словеначки. Његов отац Алеш Штефан (1805-1872) радио је као млинар и пекар. Јозефова мајка Марија Стартиник (1815-1863) била је запослена као слушкиња. Обоје су били неписмени и нису били у браку. Јозеф је показао своју брилијантност већ у основној школи у Клагенфурту и имао је и жељу и способност за гимназију коју су препоручили његови наставници. Међутим, као нелегитимно дете није могао да похађа гимназију, па су се, када је имао једанаест година, његови родитељи венчали како би Јозефу омогућили добро образовање. 1846. је ипак уписао гимназију у Клагенфурту.
По завршетку гимназије размишљао је да се придружи бенедиктинском реду и постане свештеник, али се 1853. ипак уписао на Бечки универзитет, где је студирао математику и физику. Након што је дипломирао 1857. године, предавао је физику студентима фармације. Само годину дана касније положио је докторски испит и постао приватни инструктор математичке физике на Универзитету у Бечу. 1860. године постављен је за дописног члана Аустријске академије наука. Њему је 1863. понуђено место професора математике и физике на Бечком универзитету, чиме је постао најмлађи који је то постигао у Аустрији. Две године касније постављен је за директора Института за физику универзитета, који је основао Доплер 1850. године.

## Научни рад
Штефан је емпиријски показао, 1879. године, да је тотално зрачење црног тела пропорционално четвртом степену његове апсолутне температуре. Штефан је то затим применио да одреди приближну температуру површине Сунца. Болцман, који је био један од Штефанових ученика, показао је 1884. године да се овај закон може показати математички (Штефан-Болцманов закон). У тој формули појављује се и широко знана Штефан-Болцманова константа.
Након овог рада, Штефан се осврнуо на проблем поларних ледених капа, бавио се испитивањима површинског напона и испаравања, током којих је предложио оно што се данас назива „Штефанов број“ и „Штефанов закон“. Такође је вршио истраживања наизменичних електричних струја, проучавајући индукционе коефицијенте жичаних намотаја. Његов широки спектар тема може се илустровати тако што ће напоменути да је он дао и важан допринос оптици, откривајући секундарне прстенове у Њутновим експериментима.
Живот који је Штефан водио био је потпуно посвећен науци. Често је спавао у својој лабораторији, а понекад је провео и по неколико дана у лабораторији. Са толиком преданошћу свом послу, Штефан је имао мало времена за пријатеље и скоро није имао друштвеног живота. Међутим, волели су га његови студенти који су га сматрали одличним учитељем физике. Већ већи део свог живота Штефан је био неожењен, превише посвећен својој професији да би имао простора за жену или породицу. Међутим, 1891. године, када је имао 56 година, оженио се Маријом Нојман која је била удовица. Живео је само нешто више од годину дана након отпочињања свог брака, претрпевши мождани удар.
Данас се по Штефану назива и главни истраживачки центар (Институт Јожеф Штефан) у Љубљани.

## Појмови названи по Штефану
Неколико концепата у физици и математици названо је по Јосифу Штефану:
- Штефан–Болцманов закон[7][8][5][9][10]
- Штефан–Болцманова константа σ
- Штефанова адхезија[11]
- Штефанов проблем[12][13]
- Штефанова једначина[14][15]
- Штефанова формула[16]
- Штефанов проток[17]
- Штефанов број[18][19][20]
- Штефанова цев[21][22][23]
- Максвел-Штефанова дифузија[24][25][26][27][28]

По њему је назван и Институт Јожеф Стефан, премијерна словеначка научна установа.